# Mühlner Motorsport

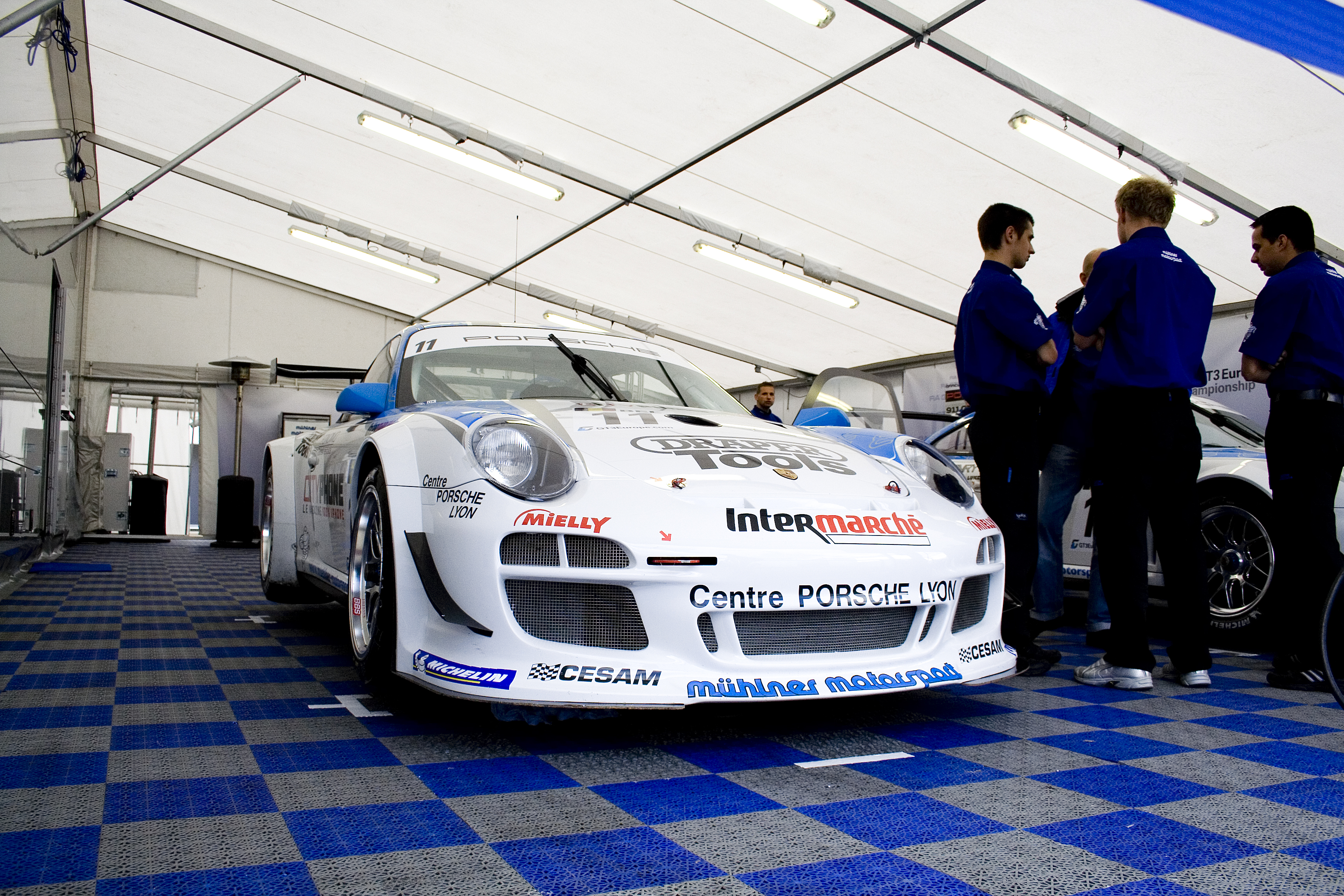
Une Porsche 911 GT3R de FIA GT3 en 2010

Mühlner Motorsport, est une écurie belge de sport automobile basée à Francorchamps à proximité du Circuit de Spa-Francorchamps et fondée par Bernhard Mühlner. Elle participe ou a participé au Championnat VLN,  à l'ADAC GT Masters et au Championnat du monde FIA GT1.

## Historique

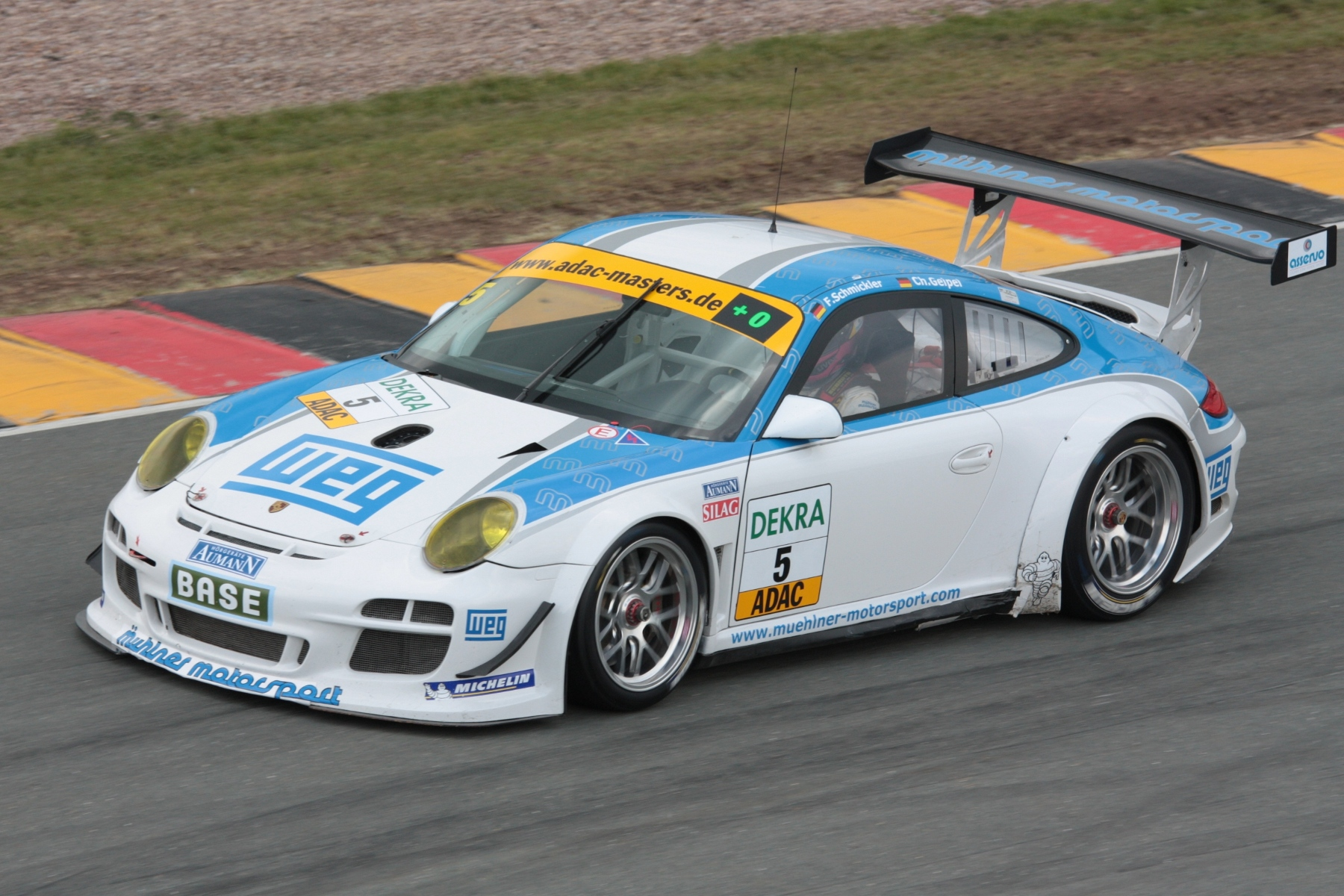
Une Porsche 911 GT3 R (997) de l'écurie lors d'une manche d'ADAC GT Masters en 2011 sur le circuit du Sachsenring.

En 2012, la structure débute en Championnat du monde FIA GT1 sous la bannière chinoise et le nom de Exim Bank Team China. Il s'agit de la seconde écurie belge a participé à ce championnat sous le nom de ce sponsor après l'engagement du Selleslagh Racing Team en 2011.

## Palmarès
- VLN Langstreckenmeisterschaft Nürburgring[2]
  - Champion avec Dirk Adorf et Heinz-Josef Bermes en 1997
  - Champion par équipe en 1997

- ADAC GT Masters
  - Champion avec Tim Bergmeister en 2008

- Championnat du monde FIA GT1
  - Victoire à Zolder en 2012 avec Mike Parisy et Matt Halliday